# Marek Zawirski
Marek Bartłomiej Zawirski (ur. 28 września 1942 w Końskich, zm. 18 maja 2022 w Łodzi) – polski neurochirurg, prof. dr hab.

## Życiorys
Urodził się w rodzinie Kazimierza, lekarza chirurga i ginekologa, i Marii z d. Jakubeckiej, farmaceutki. Był wnukiem Zygmunta Zawirskiego, logika, filozofa nauki. 
W 1966 ukończył studia na Wydziale Lekarskim Akademii Medycznej w Łodzi, następnie odbył dwuletni staż podyplomowy w szpitalu powiatowym w Końskich. Od 1968 pracował w Klinice Neurochirurgii AM w Łodzi. Tam w 1973 obronił pracę doktorską Przydatność echoencefalografii A w zestawieniu z wynikami badania neurologicznego, elektroencefalograficznego i angiograficznego w rozpoznawaniu umiejscowienia glejaków nadnamiotowych. W 1974 uzyskał specjalizację z neurochirurgii, w 1984 otrzymał stopień doktora habilitowanego na podstawie pracy Ocena wartości badań somatosensorycznych potencjałów wywołanych w rozpoznawaniu regionalnego niedokrwienia mózgu. W 1985 został mianowany docentem, w 1990 uzyskał stanowisko profesora nadzwyczajnego. 14 stycznia 1992 nadano mu tytuł profesora w zakresie nauk medycznych. Od 1992 kierował Kliniką Neurochirurgii, od 1995 do 2008 Kliniką Neurochirurgii AM (od 2002 nowo powstałego Uniwersytetu Medycznego w Łodzi), od 2011 kierował Kliniką Neurochirurgii i Onkologii Układu Nerwowego UM w Łodzi. W 2012 przeszedł na emeryturę.
Od 1993 był członkiem Łódzkiego Towarzystwa Naukowego.
Od 14 września 1968 był mężem Janiny z d. Dzikowskiej, z którą miał córkę Ewę (ur. 1969).
Zmarł w Łodzi, pochowany 24 maja 2022 na cmentarzu przy ul. Smutnej.

## Ordery i odznaczenia
- Krzyż Kawalerski Orderu Odrodzenia Polski (3 listopada 2006)[7]
- Medal „Zasłużony Nauczyciel Lekarzy” (2009)[8]
- Medal „Za Zasługi w PTNch” (2012)[4]